# American Journal of Psychotherapy
«Американский журнал психотерапии» (англ. American Journal of Psychotherapy) — рецензируемый научный журнал, издаваемый Американской психиатрической ассоциацией (American Psychiatric Association). 
Основан в 1939 году. 
Выходит 4 раза в год. 
Главный редактор — Бирам Карасу.